# Will Still
William Still (Braine l'Alleud, 14 de outubro de 1992) é um treinador e ex-futebolista anglo-belga. Atualmente está sem clube.

## Infância
William Still nasceu a 14 de outubro de 1992 em Braine-l'Alleud, Bélgica. Os seus pais, Jane e Julian Richard Still, eram ingleses, tendo saído do Reino Unido 2 anos antes. O seu pai trabalhava para a Shell. William tem dois irmãos, Nicolas e Edward, que também são treinadores de futebol.
Criado na região da Valónia, perto de Bruxelas, Still estudou numa escola de língua francesa e, posteriormente, aprendeu holandês ao jogar em clubes de futebol da Flandres. Will passou pela formação do Sint-Truiden e do Mons, e, em seguida, jogou na equipa B do Mons - Tempo Overijse - que, na altura, competia na Quarta Divisão Belga.
Still afirmou que os videojogos das séries Football Manager e Championship Manager o ajudaram a tomar a decisão de, com 17 anos, abandonar a sua carreira de jogador e mudar-se para Inglaterra, para tirar o curso de treinador no Myerscough College, em Preston, Lancashire.
Still é adepto do West Ham United, clube da Premier League.

## Carreira de Treinador

### Início de Carreira
Still começou a sua carreira de treinador como adjunto nos Sub-14 do Preston North End. Fez um estágio no Preston como parte do seu curso no Myerscough College.
Em 2014, Will tornou-se vídeoanalista do Sint-Truiden, após convencer o treinador Yannick Ferrera com os seus relatórios de análise de partidas. Em 2015, o clube foi promovido à 1ª divisão, mas, quando Ferrera se mudou para o Standard Liège, Still optou por seguir o treinador. Nessa temporada, o Standard conquistou a Taça da Bélgica, mas, em setembro de 2016, Ferrera e toda a sua equipa técnica (incluindo Will) foram despedidos.

### Lierse
Em abril de 2017, Still juntou-se à equipa técnica do Lierse, da Challenger Pro League (2ª divisão belga), atuando simultaneamente como vídeoanalista e adjunto do treinador Frederik Vanderbiest. Em junho de 2017, Will regressou ao Standard Liège, voltando a sair apenas dois dias depois pois o clube não desejava cumprir as condições de contrato previamente acordadas.
Still regressou imediatamente ao Lierse, onde, em outubro de 2017, (com apenas 24 anos) foi nomeado treinador interino após Vanderbiest ser despedido. Eventualmente, o Lierse promoveu Will a treinador permanente do clube. No comando da equipa, Still conquistou 21 de 27 pontos possíveis, incluindo uma sequência de 7 vitórias consecutivas.[carece de fontes?]
A 2 de dezembro de 2017, uma vitória por 2–0 sobre o Westerlo foi a última partida de Will como treinador principal do Lierse, visto que não possuía o diploma do "Treinador de Nível A da UEFA", exigido para ser treinador de um clube da Challenger Pro League por mais de 60 dias. Still manteve-se na equipa técnica do Lierse, atuando como adjunto de David Colpaert.[carece de fontes?]

### Beerschot
No final da temporada 2017–18, o Lierse declarou falência. Still mudou-se para o Beerschot VA, onde foi adjunto de Stijn Vreven e, posteriormente, Hernán Losada. Às ordens deste último, o clube garantiu a promoção à Pro League. Em janeiro de 2021, após a saída de Losada para o DC United, Still tornou-se treinador principal do Beerschot. No final da temporada 2020–21, apesar de a equipa ter terminado em 9º lugar, garantindo a manutenção, os proprietários do Beerschot decidiram substituir Will pelo mais experiente Peter Maes.

### Reims
Após a sua saída do Beerschot, Still juntou-se ao Stade de Reims, da Ligue 1, como adjunto de Óscar García. Após 4 meses em França, Will recebeu propostas de dois clubes belgas e optou por regressar ao Standard Liège, como adjunto. Mais tarde, explicou que uma das razões para ter tomado essa decisão fora o facto de a sua Licença Pro da UEFA estar registada na Bélgica, o que o obrigava a viajar constantamente entre Reims e a Bélgica para frequentar o curso, o que sobrecarregava o seu horário.
No final da temporada 2021–22, o Reims convidou Still a regressar ao clube como treinador adjunto. A 13 de outubro de 2022, Óscar García foi despedido e Will assumiu funções de treinador interino. Após uma sequência de 5 jogos sem perder, o Reims anunciou-o como treinador até ao fim da temporada 2022–23. Com 30 anos, Still tornou-se o treinador mais jovem das 5 principais ligas da Europa. No entanto, como ainda não possuía uma Licença Pro da UEFA, o Reims era multado em 25 mil euros por cada jogo com Will no comando da equipa, até que o belga ingressou num curso mensal no National Football Centre, perto de Bruxelas.
Após se tornar treinador principal do Reims, Still levou a equipa a uma sequência de 14 jogos sem perder (incluindo 2 empates frente ao eventual campeão Paris Saint-Germain), que terminou com uma derrota por 3–1 frente ao Toulouse, nos oitavos-de-final da Coupe de France. A 12 de março de 2023, após uma vitória por 1–0 sobre o Mónaco, Still e o Reims somaram o 17º jogo consecutivo na liga sem perder, um novo recorde na Ligue 1. Will tornou-se apenas o 2º treinador a cumprir tal feito nas 5 principais ligas europeias no século XXI, atrás apenas de Tito Vilanova, com 18 partidas invicto pelo Barcelona em 2012–13. Uma semana depois, a 29 de março, a sequência de Still chegou ao fim, após uma derrota em casa por 2–1 frente ao Marselha.

## Estatísticas
- Atualizado até 3 de junho de 2023

| Equipa       | De                    | Até                   | Record | Record | Record | Record | Record | Record | Record | Record |
| Equipa       | De                    | Até                   | J      | V      | E      | D      | GM     | GS     | DG     | %V     |
| ------------ | --------------------- | --------------------- | ------ | ------ | ------ | ------ | ------ | ------ | ------ | ------ |
| Lierse       | 6 de outubro de 2017  | 2 de dezembro de 2017 | 9      | 7      | 0      | 2      | 15     | 10     | +5     | 077.78 |
| Beerschot VA | 19 de janeiro de 2021 | 30 de junho de 2021   | 15     | 6      | 2      | 7      | 20     | 20     | +0     | 040.00 |
| Reims        | 13 de outubro de 2022 | Presente              | 31     | 13     | 10     | 8      | 44     | 29     | +15    | 041.94 |
| Total        | Total                 | Total                 | 55     | 26     | 12     | 17     | 79     | 59     | +20    | 047.27 |